# Annona neoamazonica
Annona neoamazonica este o specie de plante angiosperme din genul Annona, familia Annonaceae, descrisă de H. Rainer. Conform Catalogue of Life specia Annona neoamazonica nu are subspecii cunoscute.